# スパイダーマン (PlayStationのゲーム)
『スパイダーマン』（Spider-Man）は、Neversoftが開発し、アクティビジョンより2000年8月30日に発売されたPlayStation用アクションアドベンチャーゲーム。日本版はサクセスより2001年4月26日に発売され、廉価版は『SuperLite 1500シリーズ SPIDER-MAN』というタイトルで続編『スパイダーマン2 エンターエレクトロ』と共に2002年10月31日に発売された。

## 概要
本作は、アメコミ原作のヒーロー「スパイダーマン」を主人公として操って数々の事件に挑む、というゲームである。海外ではNINTENDO 64やドリームキャストでも発売されたが、日本ではプレイステーションのみの発売となっている。

## ストーリー
改心したオットー・オクタビアスが主催するサイエンスエキスポ（科学博覧会）にて、謎の偽スパイダーマンが現れて化学兵器を盗み出した。何者かに濡れ衣を着せられたスパイダーマンはヴィランの他にも、ヒーローや警察からも追われる身となってしまう。身の潔白を証明すると共に、暗躍するヴィランたちを退治しようとスパイダーマンは動き出す。

## 登場人物

### スパイダーマンサイド
ピーター・パーカー / スパイダーマン
声：三木眞一郎 / 英：リノ・ロマノ
本作の主人公。普段は新聞社「デイリー・ビューグル」の記者として働いている。
メリー・ジェーン・パーカー
声：佐久間レイ / 英：ジェニファー・ヘイル
ピーターの妻。普段はモデルとして働いている。本作ではヴェノムに捕らえられて人質となってしまう。
ブラック・キャット
声：佐久間レイ / 英：ジェニファー・ヘイル
女怪盗。スパイダーマンに様々なことを教えて手助けしてくれる。しかし、ライノに倒されて何者かに連れ去られてしまう。
デアデビル
声：根本央紀 / 英：ディー・ブラッドリー・ベイカー
スパイダーマンを捕まえようと彼の前に現れるが、弁明を聞いたうえで彼を信用し、警察が近づいていることを忠告してくれる。
ジョニー・ストーム / ヒューマン・トーチ
声：坂口候一 / 英：ダラン・ノリス
スパイダーマンからの相談を聞いたうえで、「信じる者は救われる」とアドバイスをくれる。
パニッシャー
声：梁田清之 / 英：ダラン・ノリス
スパイダーマンにチームを組もうと提案するが、パニッシャーは多数の犠牲者を出すことから断られてしまう。
キャプテン・アメリカ
声：根本央紀 / 英：ダラン・ノリス
エンディングにて登場し、スパイダーマン達を救い出してくれる。

### スーパーヴィラン
オットー・オクタビアス / ドクター・オクトパス
声：辻村真人 / 英：エフレム・ジンバリストJr.
ストーリー序盤ではサイエンスエキスポ（科学博覧会）を開催したり、警察に協力する姿勢を見せるなど改心したように見せていた。
しかし、実際はニューヨークを共生体に侵略させて新世界を作ろうと企んでいた。また、スパイダーマンを犯罪者に仕立て上げたのも彼である。
エディ・ブロック / ヴェノム
声：根本央紀 / 英：ダラン・ノリス
黒いシンビオート共生体。普段はうだつの上がらないカメラマン。オクトパスの策略で偽スパイダーマンにカメラを壊され、スパイダーマンへの憎悪が増幅してヴェノムを制御できなくなった。偽スパイダーマンの存在に気づいた後は落ち着きを取り戻し、スパイダーマンと協力することになる。
また、パソコンを見て子供のようにはしゃいだり、キャプテン・アメリカにサインを貰おうとするなどコミカルな面が多々見られる。
クレタス・キャサディ / カーネイジ
声：坂口候一 / 英：ディー・ブラッドリー・ベイカー
赤いシンビオート共生体。ドクター・オクトパスの右腕として活動し、作中ではヴェノムと一対一の対決もしている。
ミステリオ
声：坂口候一 / 英：ダラン・ノリス
頭部に金魚鉢のような球体を被った男。ドクター・オクトパスの部下となり、自身の特殊効果を用いて偽スパイダーマンとなっていた。
ライノ
声：梁田清之 / 英：ディー・ブラッドリー・ベイカー
サイのような姿をした筋肉バカ。ドクター・オクトパスの部下として、ハイテク強盗の手助けをしていた。
マック・ガーガン / スコーピオン
声：梁田清之 / 英：ダラン・ノリス
ジェイムソンにサソリ型のスーツを着せられて人生を狂わされた男。そのことを恨んでジェイムソンを殺そうとする。
リザード
声：辻村真人 / 英：ディー・ブラッドリー・ベイカー
ヴェノムに投獄されたトカゲ男。根は悪くないので本作では対決せず、メリー・ジェーンの居場所を教えてくれる。

### その他
J・ジョナ・ジェイムソン
声：辻村真人 / 英：ディー・ブラッドリー・ベイカー
新聞社「デイリー・ビューグル」の社長。スコーピオンに襲われたり、カメラを壊されたエディの前に幻影として現れて彼を精神的に追い詰めるなど散々な役回りとなっている。
ナレーション
声：宗矢樹頼 / 英：スタン・リー

## 評価
ゲーム雑誌「ファミコン通信」でのクロスレビューは、プレイステーション版が40点満点中26点だった。